# Acraephnes nitida
Acraephnes nitida är en fjärilsart som beskrevs av Turner 1947. Acraephnes nitida ingår i släktet Acraephnes och familjen plattmalar. Inga underarter finns listade i Catalogue of Life.